# Horawce (sielsowiet Zaucie)
Horawce – dawna wieś. Obecnie część wsi Krupieniszcze na Białorusi, w obwodzie witebskim, w rejonie miorskim, w sielsowiecie Zaucie.

## Historia
W czasach zaborów w powiecie dzisieńskim, w guberni wileńskiej Imperium Rosyjskiego.
W latach 1921–1945 majątek leżał w Polsce, w województwie wileńskim, w powiecie dziśnieńskim, w gminie Stefanpol, a od 1926 roku w gminie Hermanowicze.
Według Powszechnego Spisu Ludności z 1921 roku zamieszkiwało tu 45 osób, 7 było wyznania rzymskokatolickiego a 38 prawosławnego. Jednocześnie 41 mieszkańców zadeklarowało polską a 4 białoruską przynależność narodową. Było tu 8 budynków mieszkalnych. W 1931 w 8 domach zamieszkiwało 40 osób.
Wierni należeli do parafii rzymskokatolickiej w Hermanowiczach i prawosławnej w Stefanpolu. Miejscowość podlegała pod Sąd Grodzki w Łużkach i Okręgowy w Wilnie; właściwy urząd pocztowy mieścił się w Stefanpolu.